# Falcon 4.0: Allied Force
Falcon 4.0: Allied Force (ファルコン4.0: アライド・フォース)は、Lead Pursuitが開発しGraphsim Entertainmentが販売を行っている、Falcon 4.0のリニューアル版にあたるコンバット系フライトシミュレーションゲームである。Falcon 4.0の開発を行っていたAtari社は2003年10月下旬をもって閉鎖したため、Lead PursuitがFalcon 4.0のライセンスを獲得して開発、2005年6月28日にリリースされた。

## 概要
Falcon 4.0: Allied Forceは、Falcon 4.0やそのパッチソフトのFalcon 4 Superpakのリニューアル版であり、それらのシステムを継承している。名称につくAllied Forceとは、コソボ戦争中に実施したアライド・フォース作戦にちなんでいる。使用機種はFalconシリーズと同じF-16やその派生型である。

### 特徴
Falcon 4.0: Allied Forceでは、主に以下のような改善がなされている。
- 安定性の向上
- AI機能の向上
- ダイナミック・エンジンの改良
- マルチプレイヤーエンジンの全面的な改良
- ユーザーインターフェイスとグラフィックスの一新
- 地形と空軍基地のデーターの改良

また、Falcon 4.0では地形データが朝鮮半島のみの収録となっていたが、Falcon 4.0: Allied Forceでは新たにバルカン半島も収録された。

### 使用機種
- F-16A-MLU
- F-16C Block 40
- F-16D Block 40
- F-16C Block 42
- F-16D Block 42
- F-16C Block 50
- F-16D Block 50
- F-16C Block 52
- F-16D Block 52

## 初期版での問題点
- 一部の機種のテクスチャが用意されておらず、未塗装の状態の機種となっている（パッチにより修正可能）。
- F-16Dなどの複座機を使用しても単座機のモデルで表示される（パッチにより修正可能）。